# La Loi (film)
Pour les articles homonymes, voir Loi (homonymie).
Pour plus de détails, voir Fiche technique et Distribution.
La Loi (La legge) est un film franco-italien réalisé par Jules Dassin, sorti en 1959.

## Synopsis
Dans le village italien de Porto Manacorea, la loi est un jeu traditionnel qui se joue dans les tavernes et qui veut que le vainqueur dicte ses règles durant toute une partie. La loi, c'est aussi celle de la société avec ses dominants et ses dominés. Le pouvoir est réparti de manière subtile entre Matteo Brigante (Yves Montand), un caïd, Don César (Pierre Brasseur), seigneur ruiné mais respecté de tous, le juge et aussi certaines femmes. 
L'une des servantes de Don César est Mariette (Gina Lollobrigida), une jeune femme convoitée par tous les hommes du village. Un jour, débarque Enrico (Marcello Mastroianni), un jeune agronome. Mariette est séduite et veut le séduire. Mais Mariette qui veut aussi de l'argent, va commettre un vol qui va avoir d'imprévisibles conséquences.

## Fiche technique
- Titre : La Loi
- Titre original : La legge
- Réalisation : Jules Dassin
- Scénario : Jules Dassin, d'après le roman éponyme de Roger Vailland
- Photographie : Otello Martelli
- Musique : Roman Vlad
- Affiche : Yves Thos
- Pays d'origine :  Italie /  France
- Genre : Drame
- Durée : 126 minutes
- Date de sortie : 
  - France - 25 janvier 1959
- Affiche : Yves Thos (France)

## Distribution
- Gina Lollobrigida : Marietta
- Pierre Brasseur : Don Cesare
- Marcello Mastroianni (V.F : Marc Cassot) : Enrico Tosso, l'Ingénieur
- Melina Mercouri : Donna Lucrezia
- Yves Montand : Matteo Brigante
- Raf Mattioli : Francesco Brigante
- Vittorio Caprioli : Attilio, l'Inspecteur
- Lydia Alfonsi : Giuseppina
- Gianrico Tedeschi : First Loafer
- Nino Vingelli : Pizzaccio
- Bruno Carotenuto : Balbo
- Luisa Rivelli : Elvira
- Anna Maria Bottini : Maria
- Anna Arena : Anna, la femme d'Attilio
- Edda Soligo : Giulia
- Paolo Stoppa : Tonio
- Teddy Bilis
- Joe Dassin (crédité en tant que Joseph Dassin, son vrai prénom)